# Der Heros in tausend Gestalten
Der Heros in tausend Gestalten (OT: The Hero with a Thousand Faces) ist ein 1949 erschienenes Buch von Joseph Campbell.
Campbell untersucht die Zusammenhänge zwischen den Lebenserfahrungen der Menschheit seit ihrem Aufbruch, den Gemeinsamkeiten aller Kulturen in ihren mündlich weitergegebenen Geschichten und den daraus abzuleitenden fundamentalen Bedürfnissen, die die Menschen mit dem Erzählen und Hören der Geschichten seit jeher befriedigt haben. Geprägt von Jungs Vorstellung der Individuation, der Selbstverwirklichung des Menschen für das allgemeine Gute nach der mutigen Konfrontation mit der freiwilligen eigenen Beschränktheit und dem eigenen Unbewussten, vergleicht er Helden in Mythen, Sagen, Märchen und Religionen auf der ganzen Welt und destilliert daraus eine einheitliche Grundstruktur.

## Wirkungsgeschichte
Zahlreiche Künstler, Musiker, Poeten, Unternehmer und Filmmacher, u. a. Bob Dylan, Robert Bly, Jim Morrison, die Rockband Grateful Dead, Stanley Kubrick, George Lucas, Richard Garriott, Ray Dalio und Steven Spielberg berufen sich in ihren Werken auf die im Buch beschriebene Theorie der Heldenreise. 1968 gründete Paul Rebillot die Gestalt Fool Theatre Family, die, angelehnt an Psychodrama und Dramatherapie, mit einer Verbindung von Theater, Ritual und Therapie experimentierte. Die Schweizer Sängerin Anna Aaron nannte das Buch als Inspiration für ihr Album Pallas Dreams (2019). Zahlreiche Theater-Methoden, Lebens-Beratungs-Seminare und Gestalt-Gruppen arbeiten auf der Grundlage der „Rufe zur Selbst-Verantwortung“ im Leben, statt am Schicksal zu kleben.

## Rezensionen
Im Jahr 2011 gehörte das Buch in der Liste des Time Magazine zu den 100 besten und einflussreichsten Bücher in englischer Sprache seit der Gründung des Magazins 1923.

„Campbells große Leistung besteht vor allem in der anthologischen Zusammenfassung und Durcharbeitung eines unendlichen Materials; aus einer unerschöpflich scheinenden Kenntnis der Mythen der ganzen Welt entwickelt er im vergleichenden Verfahren eine großartige und umfassende Monographie und Analyse des Heldenmythos.“

## Ausgaben
- Joseph Campbell: Der Heros in tausend Gestalten (Insel-Taschenbuch; Bd. 2556). Neuausg. Insel-Verlag, Frankfurt/M. 2011, ISBN 978-3-458-34256-4 (EA Fischer Verlag, Frankfurt/M. 1953).
- Joseph Campbell: The hero with a thousand faces. 3. Aufl. New World Library, Novato, Calif. 2008, ISBN 978-1-57731-593-3 (EA Pantheon Books, New York 1949).